# Цефалопиноз
Цефалопиноз (лат. Cephalopinosis) — энтомоз из группы миазов, вызванный личинками Cephalopina titillator.

## Этиология
Возбудитель — Верблюжий овод Cephalopina titillator (Clark 1797) (сем. Oestridae, отр. Diptera). Имаго овода светло-коричневого цвета с беловатыми пятнами; длина тела 8—11 мм. Личинка 1-й стадии длиной до 0,75 мм, имеет приротовые крючья и шипики на вертикальной стороне сегментов. Личинка 3-й стадии продолговато-овальной формы, длиной до 32 мм. В течение года овод даёт 2 поколения. Самки живородящие, рождают до 800 личинок.

## Цефалопиноз человека
Личинки Cephalopina titillator могут вызвать кожный миаз.

## Цефалопиноз верблюдов
Самки вспрыскивают личинок в ноздри верблюдов.
Продолжительность обитания личинок в носовых полостях верблюдов от 5 до 9 месяцев. У больных верблюдов наблюдаются признаки ринита и ларинготрахеита (слизисто-гнойное истечение из ноздрей, затруднённое дыхание). Животные высоко поднимают голову. При работе — одышка и приступы кашля. Возможна смерть животного от асфиксии. При вскрытии в носовой полости, гортани, в верхней части трахеи обнаруживают признаки катарального воспаления, мелкие язвы, а также личинок паразита.
Большая часть личинок I стадии локализуется в завитках решетчатой кости и носовых раковин, иногда немногие личинки проникают в лобные пазухи. Личинки II и III стадий обычно локализуются в дорзальном кармане носоглотки, реже — в вентральном, в боковых карманах они встречаются при сильной инвазии.